# Mesosemia candara
Mesosemia candara är en fjärilsart som beskrevs av Druce 1904. Mesosemia candara ingår i släktet Mesosemia och familjen Riodinidae. Inga underarter finns listade i Catalogue of Life.